# Ćele-kula
Ćele-kula je povijesni spomenik u Nišu. 
U vrijeme Prvog srpskog ustanka oko 12 000 Srba s 11 topova krenulo je iz Deligrada na Niš (u proljeće 1809.). Turskim vojnicima stigla je pomoć iz Bugarske i Leskovca. 
Osmanske čete od oko 40 000 vojnika krenule su na srpske. Glavni napad turske čete usmjerile su na centar gdje se na brdu Čegru nalazio resavski vojvoda Stevan Sinđelić s oko 3 000 vojnika i 4 topa. Sinđelić je poginuo u borbi, ali je Turcima nanio velike gubitke[nedostaje izvor].
Po zapovijedi niškog paše, glave poginulih Srba su odsječene i oderane. Oderane kože ispunjene su pamukom i odnesene u Istanbul. Od lubanja je sagrađena kula prozvana Ćele kulom. 
Glave su uzidane s vanjske strane između cigala, u 56 redova, u svakom po 17. Bile su na broju ukupno 952 lubanje. Tijekom vremena Ćele kula je uništena, a veći broj lubanja odnesen je i uništen. Mali preostali broj lubanja i danas svjedoči o strašnoj osveti turskih vojnika.